# Lesula majmun
Lesula majmun (Cercopithecus lomamiensis), vrsta majmuna u zabačenim predjelima Demokratske Republike Kongo, točnije u zaštićenom krajoliku Tshuapa–Lomami–Lualaba. 
Vrsta je ime dobila po rijeci Lomami a otkrivena je 2007. i opisana 2012. godine. Najbliži srodnik mu je C. hamlyni.